# Grubenunglück von Soma

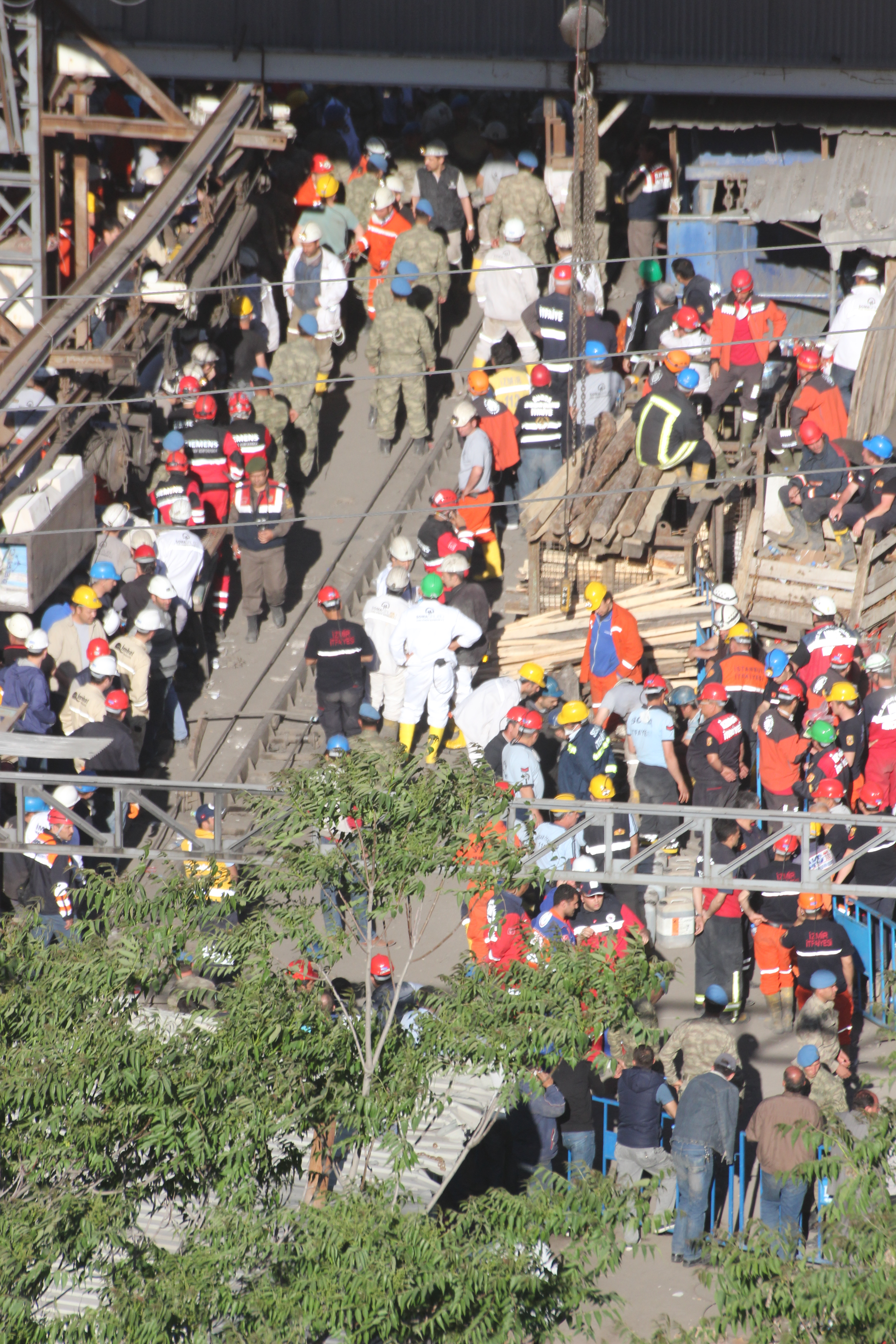
Mundloch des Bergwerks mit Berg- und Grubenwehrleuten, unter anderem aus dem benachbarten Bergwerk der Firma İmbat, am 15. Mai 2014

Das Grubenunglück von Soma ereignete sich am 13. Mai 2014 in einem der beiden Braunkohlebergwerke Eynez in Soma in der westlichen Provinz Manisa der Türkei. Nach offiziellen Zahlen starben 301 Bergleute, 486 überlebten. Das Unglück von 2014 gilt als opferreichstes in der Geschichte des türkischen Bergbaus (vor dem Unglück vom 3. März 1992 im Kohlerevier Zonguldak am Schwarzen Meer mit 263 Toten). Am 17. Mai 2014 wurde die Suche nach Überlebenden offiziell eingestellt.

## Verlauf
Während des Schichtwechsels am Nachmittag des 13. Mai 2014 kam es in der Grube des Unternehmens Soma Kömür İşletmeleri A.Ş. in Soma unter Tage zu einem Grubenbrand. Der Brand wurde um 15:10 Uhr bemerkt, die Feuerwehr wurde nach 57 Minuten alarmiert und weitere 6 Minuten später der Notruf 112 ausgelöst.
Zum Zeitpunkt des Unglücks waren 787 Bergleute der ausfahrenden Frühschicht und der einfahrenden Mittagschicht unter Tage. 486 Bergleute konnten sich selbst retten oder wurden von der Grubenwehr gerettet, 85 von ihnen waren verletzt. Die Rettungsarbeiten wurden von Gökalp Büyükyıldız, dem Leiter des benachbarten Bergwerks İmbat, koordiniert, der durch die Umkehr der Bewetterungsrichtung 80 Bergleute retten konnte. Als am 17. Mai 2014 die Sucharbeiten eingestellt wurden, waren 301 Bergleute tot geborgen worden. Die häufigste Todesursache war Ersticken durch Kohlenmonoxidvergiftung.

### Unglücksursache
Während zunächst von einer Explosion an einer Transformatorenstation als Ursache ausgegangen wurde, erklärte der Betreiber der Grube, das Feuer dort sei nicht Ursache, sondern Folge des Brandes gewesen. Erste Ermittlungen der Staatsanwaltschaft ergaben, dass sich die Kohle selbst entzündet hatte. Kumpel sagten bei einem Treffen mit Arbeits- und Sozialminister Faruk Çelik nach dem Unglück, dass sie bereits 2 bis 3 Wochen vor dem Unglück heiße Kohle gefördert und auch die Verantwortlichen darüber informiert hätten. Dies habe aber niemanden interessiert.

## Bergwerk

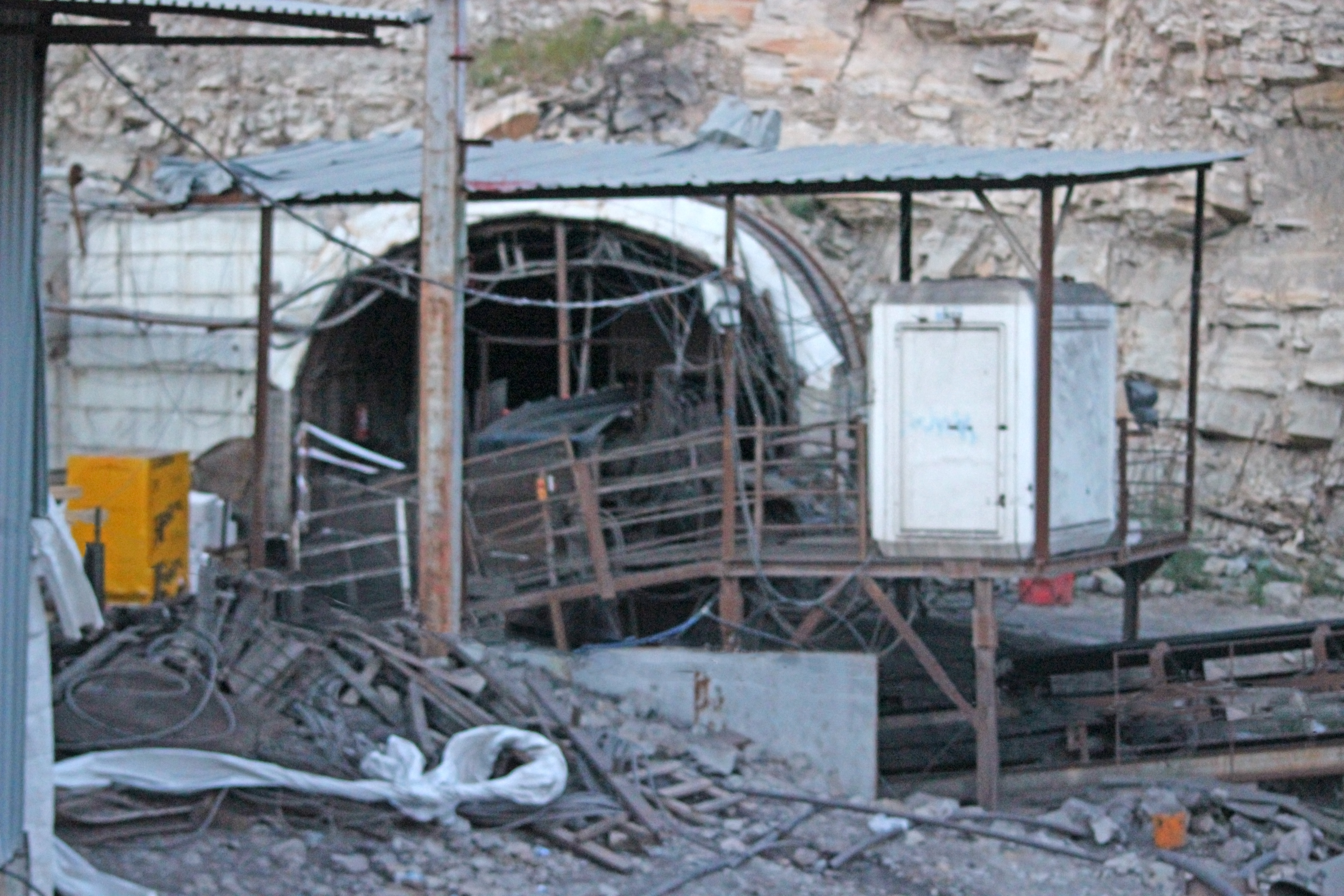
Mundloch des Förderberges

### Geologie
Das Braunkohlerevier von Soma ist das zweitgrößte Braunkohleabbaugebiet der Türkei. Es wurde 1958 im Auftrag des M.T.A. (Mineralogisches Forschungs- und Erkundungsinstitut der Türkei) von Karl Nebert erkundet, der damit das Fundament für die geologische Erforschung der Region bereitete. Nebert führte zunächst eine Kartierung der Oberflächengeologie des 330 km² umfassenden Gebietes durch, um anschließend mit 60 Bohrungen die Verhältnisse im Untergrund zu ermitteln. Nachfolgende Feldforschungen vertieften die von Nebert gewonnenen Erkenntnisse, führten aber auch zur Revision einiger seiner Ideen.
Die Glanzkohleflöze von Soma sind Teil der miozänen, fluviatil-lakustrinen Füllung eines fossilen Sedimentbeckens, das als Soma-Becken oder Soma-Eynez-Becken bezeichnet wird. Das Soma-Becken ist eines von zahlreichen intramontanen Kohlebecken des sogenannten Westanatolischen Grabenkomplexes (WAGC). Als ursächlich für die Entstehung dieses Grabensystems wird eine mit der Ausweichbewegung Westanatoliens nach SE (tektonische Extrusion, engl.: escape tectonics) entlang der Nord- (NAFZ) und Ostanatolischen Störungszone (EAFZ) zusammenhängende Krustendehnung im Miozän betrachtet. Fortgesetzte, nunmehr von der Ägäis ausstrahlende Dehnung in N-S-Richtung im Pliozän und Quartär führte zur Überprägung der miozänen Beckenstrukturen durch E-W- und N-S-orientierte Gräben. Während die miozänen Sedimente auf Schollen, die nur wenig oder keine postmiozäne Absenkung erfuhren, wieder erodiert sind, werden sie in den plio-pleistozänen Gräben von mächtigen Ablagerungen überdeckt. Auch im Soma-Becken stehen sie nur in einigen moderat subsidenten Bereichen oberflächennah an.
Das Miozän des Soma-Beckens wird in zwei Formationen gegliedert: die Soma-Formation und die Deniş-Formation. Die Soma-Formation ist die ältere der beiden und lagert diskordant dem paläogen-mesozoischen Grundgebirge auf, das überwiegend aus marinen Sedimenten besteht. Beide Formationen sind überwiegend aus fluviatilen Sandsteinen und lakustrinen Mergeln ausgebaut. Die Deniş-Formation weist als Eigenart ein relativ mächtiges vulkaniklastisches Intervall auf.
In den miozänen Sedimenten des Soma-Beckens sind drei mächtigere Braunkohleflöze entwickelt: das untere Flöz (k1, LC), das mittlere Flöz (k2, MC) und das obere Flöz (k3, UC), die durch mächtige Zwischenmittel voneinander getrennt sind. Das untere und das mittlere Flöz werden der Soma-Formation zugerechnet, das obere der Deniş-Formation. Das obere Flöz (k3) ist deutlich geringmächtiger als die anderen beiden, hält lateral nicht aus und ist daher nicht bauwürdig. In den von Nebert (1978) untersuchten Bohrprofilen treten die beiden bauwürdigen Flöze der Soma-Formation (k1 und k2) in einer Teufe zwischen 25 und 500 m auf. Im südlichen Teil des Soma-Kohlereviers beißen die Flöze an mehreren Stellen aus, so k1 bei Yardibi Tepe, Tavşanlı Tepe und Mumya Tepe. Dort wurde die Kohle teilweise im Tagebau gewonnen.
Der Heizwert der Soma-Glanzkohle liegt zwischen 28,5 und 58,6 MJ/kg, ihr Aschengehalt zwischen 30 % und 46,54 %, der Wassergehalt zwischen 12,24 % und 30,28 % und der Schwefelanteil zwischen 0,93 % und 3,52 %. Die Mächtigkeit der Flöze schwankt stark. Das untere Flöz erreicht bis zu 20 m, wovon 50 % bis 75 % bauwürdig sind. Möglicherweise repräsentieren sowohl das obere als auch das mittlere Flöz keinen einzelnen Horizont, sondern mehrere linsenartige Akkumulationen in nahe beieinander liegenden, aber dennoch verschiedenen stratigraphischen Niveaus.
Insgesamt beträgt der Lagerstättenvorrat etwa 120 Millionen Tonnen Glanzkohle. Einige Schätzungen belaufen sich allerdings auf fast 680 Millionen Tonnen.
Aufgrund der postmiozänen Bruchschollentektonik sind die Schichten der Beckenfüllung intensiv gestört und kleinräumige Wechsel im Streichen und Einfallen sind häufig.

### Geschichte
Das Bergwerk war seit seiner Gründung im Besitz des türkischen Staates. 2009 wurde es privatisiert und die Soma Kömür İşletmeleri A.Ş. mit Sitz in Istanbul übernahm die Kohleförderung. Im September 2012 sagte Alp Gürkan, der Chef der Soma Holding, dass er die Förderkosten seit der Übernahme des Bergwerks deutlich senken konnte. Die Tonne Kohle koste statt 130 bis 140 US-Dollar nun 23,8 US-Dollar.
Die Anlage ist eines von etwa 740 Kohlebergwerken in der Türkei, in denen fast 50.000 Bergleute arbeiten; Seit 1941 kamen über 3.000 türkische Bergleute bei Grubenunglücken ums Leben, die Zahl der Arbeitsunfälle im Land ist auch außerhalb des Bergbaus sehr hoch.
In einem Gutachten aus dem Jahre 2010 wurden diesem Bergwerk Sicherheitsmängel bescheinigt. Es gab keine ausreichenden Schutzräume. Für 6500 Bergarbeiter existierte ein einziger Container und dieser war kleiner dimensioniert als vorgeschrieben. 14 Bergleute konnten sich dorthin retten, erstickten jedoch nach wenigen Stunden, obwohl in derartigen Schutzräumen ein autarkes 14-tägiges Überleben garantiert sein soll.

## Reaktionen

### Türkische Regierung
Nach dem Unglück begaben sich der türkische Energieminister Taner Yıldız (AKP) und Ministerpräsident Recep Tayyip Erdoğan an die Unglücksstelle. Erdoğan wies jede Verantwortung der Regierung zurück; derlei Arbeitsunfälle passierten „überall auf der Welt“.
Die Regierung rief eine dreitägige Staatstrauer aus. Im ganzen Land und an den Vertretungen im Ausland wurde am 14. Mai 2014 halbmast geflaggt. Das türkische Arbeitsministerium und die Bergwerksgesellschaft teilten mit, die Grube sei zuletzt am 17. März 2014 auf Sicherheitsmängel untersucht worden und es habe keine Beanstandungen gegeben. Das Ministerium für Arbeit und Soziales setzte noch am Abend des Unglücks eine Untersuchungskommission ein.
Erdoğan und Staatspräsident Abdullah Gül sagten wegen des Unglücks Auslandsreisen ab.
Yıldız selbst hatte am 10. Juli 2013 das Bergwerk Eynez mit den Worten eröffnet: „Die Sicherheit unserer Arbeiter geht vor und steht immer an erster Stelle. Etwaige Unfälle würden uns zutiefst treffen – das werden wir zu verhindern wissen!“ Einen Antrag der Oppositionspartei CHP, die Sicherheitsvorkehrungen im Bergwerk von Soma wegen früherer Arbeitsunfälle zu untersuchen, hatte die AKP zwei Wochen vor dem Unglück zurückgewiesen.

### Bergarbeiter und Bevölkerung
Das linke Gewerkschaftsbündnis DİSK warf der Regierung vor, die Zahl der Opfer in den ersten Stunden nach der Katastrophe kleingeredet zu haben. DİSK-Chef Kani Beko kritisierte den Einsatz zahlreicher Leiharbeiter in der Zeche. Da in Gruben wie in der von Soma ganze Ketten von Subunternehmern am Werk seien, die nicht vernünftig kontrolliert würden und überdies Sicherheitsvorschriften außer Acht gelassen würden, weil es nur um den Gewinn gehe, sprach Beko von einem Massaker in dem Bergwerk.
Landesweit kam es zu Protesten gegen die Regierung Erdoğan, die dagegen gewaltsam vorging. In Istanbul und anderen Städten demonstrierten tausende Menschen aus Anlass der wiederkehrenden Unfälle in türkischen Bergwerken. In Ankara gingen 3.000 bis 4.000 Menschen auf die Straße und riefen regierungsfeindliche Parolen. Hier und bei anderen Demonstrationen setzte die Polizei Tränengas und Wasserwerfer ein. In Soma selbst kam es zu gewalttätigen Protesten, wütende Demonstranten traten gegen Erdoğans Auto und forderten den Rücktritt der gesamten Regierung.
Der nationale Fußballverband Türkiye Futbol Federasyonu (TFF) verschob alle für den Mittwoch, 14. Mai, und Donnerstag, den 15. Mai geplanten Spiele aller Amateur- und Profiligen, ebenso wie der nationale Basketballverband Türkische Basketball-Föderation (TBF), der den Spielbetrieb für zwei Tage aussetzte.

### International
Mehrere Länder boten der Türkei Hilfe an. Darunter waren auch Israel und Griechenland, zu denen die Türkei angespannte Verhältnisse hat.
Papst Franziskus lud zur Fürbitte für die Opfer des Unglücks ein.
Michael Vassiliadis, Vorsitzender der IG Bergbau, Chemie, Energie (IG BCE), sagte: „Das Unglück von Soma macht in schrecklicher Weise die tatsächlichen Sicherheitsmängel deutlich. Wir erwarten und fordern, dass jetzt endlich die Sicherheitsstandards unter Tage eingehalten werden, um das Leben der Bergleute zu schützen.“ Mehrfach hätten Verantwortliche in den vergangenen Jahren gegen Sicherheitsbestimmungen verstoßen oder mit veralteten Arbeitsgeräten arbeiten lassen.

## Folgen

### Juristische Konsequenzen
Fünf Tage nach dem Grubenunfall von Soma wurden in Folge staatsanwaltschaftlicher Ermittlungen zum Unfallhergang 25 Personen festgenommen, darunter 2 leitende Angestellte des Bergwerks, Generaldirektor Ramazan Doğru und Betriebsführer Akın Çelik. Bald darauf wurden zunächst 6 und wenige Zeit später 3 weitere der Festgenommenen wieder freigelassen. Auch Can Gürkan, Vorstandsvorsitzender des Unternehmens und Sohn von Alp Gürkan, dem Chef der Soma Holding, wurde festgenommen. Gegen 3 Mitarbeiter der Betreiberfirma wurden durch die türkische Staatsanwaltschaft Verfahren wegen fahrlässiger Tötung eingeleitet.
Der Prozess gegen die Verantwortlichen fand in Akhisar statt. 45 Personen wurden angeklagt, darunter Can und Alp Gürkan.
Am 11. Juli 2018 wurden 3 Verantwortliche zu langjährigen Haftstrafen verurteilt, der Werksdirektor zu 22 Jahren und 6 Monaten, der Geschäftsführer Can Gürkan zu 15 und der Betriebsführer zu 18 Jahren und 9 Monaten Haft.

### Grubenschließungen
Das Unglücksbergwerk in Eynez wurde von den Behörden geschlossen. In der Folge wurden bei Inspektionen in weiteren Bergwerken der Soma Kömür İşletmeleri A.Ş. in der Region Mängel festgestellt und der weitere Betrieb behördlich untersagt. Das betrifft die Bergwerke in Işıklar und Atabacası.

### Personelle Konsequenzen in der Politik
Yusuf Yerkel, ein Berater Erdoğans, trat auf einen Demonstranten ein, der von zwei Polizisten am Boden festgehalten wurde. Anschließend ließ er sich wegen seines dabei verstauchten Beines krankschreiben. Die Szene wurde auf Video aufgenommen, sorgte für internationales Aufsehen und setzte die Regierung Erdoğan noch mehr unter Druck. Yerkel gab später an, er habe die Kontrolle über sich verloren. Yerkel wurde offiziell entlassen, blieb aber in Erdoğans Diensten. Für seinen Gewaltexzess wurde er nie belangt. Im Oktober 2021 entschied das türkische Handelsministerium, ihn als Handelsattaché ans Generalkonsulat nach Frankfurt am Main zu schicken. Nachdem seine Ernennung im Januar 2022 in den Medien bekannt geworden war, formierte sich in Hessen ein breiter Widerstand, um Yerkels Akkreditierung durch die Bundesregierung zu verhindern.